# Полёт шмеля
«Полёт шмеля́» — оркестровая интермедия, написанная Николаем Римским-Корсаковым для его оперы «Сказка о царе Салтане», сочинённой в 1899—1900 годах. Интермедией заканчивается третий акт, в котором Лебедь-птица обращает князя Гвидона в шмеля, чтобы он мог слетать к своему отцу (который не знает, что Гвидон жив).
В первой части интермедии имеется вокальная партия Лебедь-птицы, однако вокальная часть нередко при исполнении опускается, а виртуозная часть интермедии исполняется как отдельная оркестровая миниатюра.

## Текст

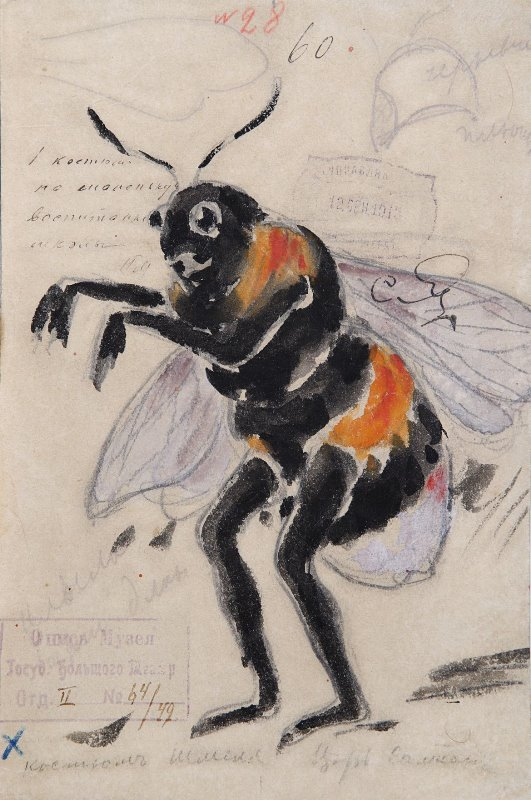
Эскиз костюма Шмеля к опере «Сказка о царе Салтане», 1913

Этот текст исполняется Лебедь-птицей в начале интермедии:
| (Гвидон спускается с берега в море. Из моря вылетает шмель, кружась около Лебедь-птицы.) ЛЕБЕДЬ-ПТИЦА: Ну, теперь, мой шмель, гуляй, Судно в море догоняй, Потихоньку опускайся, В щель подальше забивайся. Будь здоров, Гвидон, лети, Только долго не гости! (Шмель улетает.) |

Хотя словосочетание «Полёт шмеля» не упоминается в нотном издании, за интерлюдией закрепилось именно такое название. По воле случая этот музыкальный отрывок не вошёл в оркестровую сюиту, которую композитор извлёк из оперы для концертов.
Знатоки оперы могут узнать два лейтмотива, использованных в «Полёте», которые ранее в опере сопровождали появление князя Гвидона. Вот их музыкальная нотация:
«Полёт шмеля» известен благодаря предельно быстрому темпу исполнения практически непрерывной последовательности шестнадцатых нот, при которой основной трудностью для музыканта является не высота или диапазон звуков, а чисто физическое умение исполнять ноты с высокой скоростью.
В оригинальной версии оперы особенно быстро исполняемые отрывки распределялись между двумя скрипачами в тандеме; спустя век после написания «Полёт» стал классической демонстрацией возможностей для солирующего виртуоза (вне зависимости от того, использует он скрипку или какой-либо другой музыкальный инструмент) и благодаря этому является самым известным в мире произведением композитора.

## Аранжировки
- Поп-певец Витас включил вокальное исполнение «Полёта» в свою песню «Прелюдия».
- В 2011 году бразильская певица Джойси Морено включила вокальное исполнение фрагмента «Полёта» во вступление к попурри из песен Ноэля Розы «As Mariposas / Com Que Roupa».
- В композиции «Valeva la pena» итальянского певца и киноактёра Адриано Челентано звучит фрагмент из данного произведения. Песня была включена в альбом C’è sempre un motivo[1].
- Jaco Fine и Giuseppe Molinari аранжировали «Полёт» в стили буги, аранжировка получила название «Bumble Boogie».
- Американская метал-группа Manowar в 1988 году записала версию «Полета» в «тяжёлой» аранжировке. Основную партию сыграл бас-гитарист Джоуи Де Майо на бас-гитаре-пикколо. Запись вошла в альбом Kings of Metal под названием «Sting of the Bumblebee» («Жало шмеля»).
- В 1990 году гитарист группы Extreme Нуно Беттанкур записал версию «Полёта шмеля» на соло-гитаре. Запись получила название «Flight of the Wounded Bumbleebee» («Полёт раненого шмеля») и вошла в альбом группы Pornograffitti.
- В мультсериале «Ну, погоди!» музыка звучит в прологе 13-го выпуска, исполняют Клаус Вундерлих и оркестр Джерри Уилтона (нем. Klaus Wunderlich und das Orchester Jerry Wilton).
- В игре Crash Twinsanity эта музыка аранжирована группой Spiralmouth. Она играет при первой части уровня Totem Hokum.
- 2 ноября 2018 года участники группы Рок-Синдром выпустили свою версию «Полёта шмеля» в «тяжёлой» аранжировке в темпе 200 bpm (время звучания — 1 минута). Композиция вошла в альбом группы Star Strings[2].
- В 2019 году нидерландский музыкант Робби Валентайн исполнил «Полёт шмеля» на рояле в составе вступления к композиции «The Mirror Maze» рок-оперы Ayreon «Into the Electric Castle», это исполнение вошло в концертный альбом Ayreon «Electric Castle Live and the Other Tales».

## Рекорды скорости
- Виолончелист симфонического оркестра бакинской филармонии Давуд Кадымов, которого Муслим Магомаев называет «легендарной личностью», утверждал, что его коронным номером в конце 1950-х годов был «Полёт шмеля», который он исполнял на своей виолончели за 54 секунды. Однако никаких подтверждений этого факта не сохранилось.[3]
- Впервые был сыгран в 2000 году известным гитаристом Ильей Афанасьевым
- В 2002 году гитарист Виктор Зинчук был занесён в Книгу рекордов Гиннесса, как музыкант, исполнивший этот музыкальный фрагмент в рекордном темпе — 270 ударов в минуту, или 20 нот за секунду[источник не указан 1151 день].
- Бразильский рок-гитарист Тиагу Делла Вега в 2008 году поставил рекорд[4] самого быстрого исполнения «Полёта шмеля» на гитаре — со скоростью 320 ударов в минуту[5]. Достижение внесено в книгу рекордов Гиннесса.
- В 2008 году немецко-американский скрипач-виртуоз Дэвид Гарретт попал в Книгу рекордов Гиннесса, исполнив «Полет шмеля» за 1 минуту 6,52 секунды[источник не указан 1151 день].
- В октябре 2010 года скрипач Оливер Льюис (en:Oliver Lewis) поставил новый рекорд исполнения «Полёта шмеля» — 1 минута 3,356 секунды[6].
- Весной 2011 года американец John Taylor aka Dr. Hot Licks (гитара) установил новый рекорд, сыграв «Полет шмеля» в темпе 600 bpm[7].
- В ноябре 2011 года Тиагу Делла Вега (гитара) вновь побил рекорд, сыграв «Полёт шмеля» в темпе 750 bpm[8]
- В марте 2012 года Тейлор Стерлинг (гитара) исполнил «Полёт шмеля» со скоростью 999 bpm[9]
- В сентябре 2012 года американец Дэниел Химбаух (гитара) установил новую планку скорости — 1300 bpm. На исполнение произведения с такой скоростью у него ушло менее 10 секунд[10].
- В декабре 2015 года Дэниел Химбаух побил свой же рекорд по скорости, исполнив «Полет шмеля» со скоростью 2000 bpm[источник не указан 1151 день].